# Cappella di San Emeterio
La cappella di San Emeterio è un luogo di culto cattolico a Isongo nel comune spagnolo della comunità autonoma di Cangas de Onís nelle Asturie, Spagna. Risale al XVIII secolo ed è un bene di interesse culturale delle Asturie.

## Storia e descrizione
L'edificio è una piccola cappella rurale risalente al XVIII secolo e modificata in seguito. Si presenta a pianta rettagolare e la sua facciata è preceduta da un ampio portico a lato del quale, sul muro che lo delimita, si trova il campanile a vela.
La navata interna è unica con copertura dipinta che ricorda la volta stellata. La parte absidale è arricchita di decorazioni ad affresco. La pala dell'altare maggiore conserva il dipinto che raffigura San Emeterio.
Dal punto di vista storico ed artistico riveste particolare importanza rappresentando un caso raro di struttura rurale con decorazione murale nella zona asturiana ed è un bene di interesse culturale